# Стара Рудня (Житомирський район)
Стара Ру́дня— село в Україні, у Житомирському районі, Житомирської області. Входить до складу Курненської сільської громади. Населення становить 122 осіб.

## Історія
У 1906 році село Курненської волості Новоград-Волинського повіту Волинської губернії. Відстань від повітового міста 39 верст, від волості 11. Дворів 47, мешканців 234.

## Населення

### Мова
Розподіл населення за рідною мовою за даними перепису 2001 року:
| Мова       | Кількість | Відсоток |
| ---------- | --------- | -------- |
| українська | 114       | 93.44%   |
| російська  | 6         | 4.92%    |
| польська   | 2         | 1.64%    |
| Усього     | 625       | 100%     |

## Відомі люди

### Народились
- Запаловський Йосип Антонович — український політик, голова Житомирської обласної ради (2010—2014).